# Pic de Escobedo
Pic de Escobedo är en bergstopp i Spanien.   Den ligger i provinsen Província de Lleida och regionen Katalonien, i den nordöstra delen av landet, 500 km nordost om huvudstaden Madrid. Toppen på Pic de Escobedo är 2 004 meter över havet.
Terrängen runt Pic de Escobedo är bergig. Runt Pic de Escobedo är det mycket glesbefolkat, med 3 invånare per kvadratkilometer. Närmaste större samhälle är Espot, 8,5 km sydväst om Pic de Escobedo. I omgivningarna runt Pic de Escobedo växer i huvudsak blandskog.